# Doktor Dimensionsbrallan
Doktor Dimensionsbrallan (Dr. Dimensionpants) är en kanadensisk animerad TV-serie som sändes på Cartoon Network 2014.

## Handling
Det handlar om Kyle Lipton som fick speciella byxor. Dimemonsbrallan, med den kan han resa in i en portal och slåss med några fiender och monster. Han har också ett bihang, Philip enhörning.

## Rollfigurer
- Kyle Lipton|Dr. Dimensionsbrallan är en pojke och en superhjälte.
- Philip Kyles enhörning och bihang.
- Glasskallen Kyles ärkefiende.
- Cortex Kyles andre fiende.
- Amanda Kyles envisa lillasyster.
- Rebecca Glasskallens dotter.
- Liz Kyles kära flickvän.

## Svenska röster
- Sebastian Karlsson - Kyle Lipton|Dr. Dimensionsbrallan
- Nick Atkinson - Philip
- Anders Byström - Glasskallen